# Nationaal natuurreservaat Ballons comtois

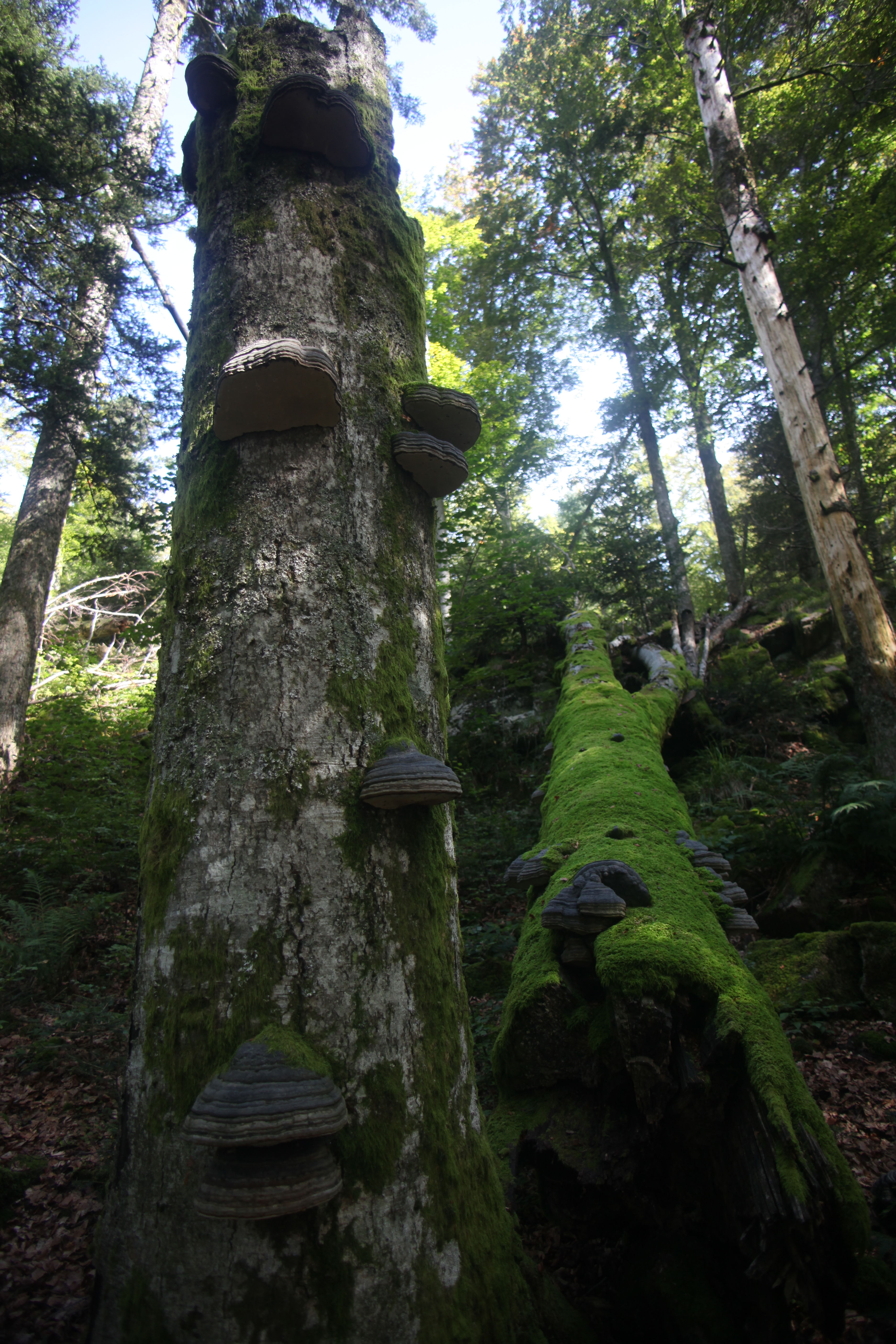

Nationaal natuurreservaat Ballons comtois (Frans: Réserve naturelle nationale des Ballons comtois) is een natuurreservaat in Frankrijk, in regionaal natuurpark Ballons des Vosges in de Vogezen. Het reservaat ligt in de regio's Bourgogne-Franche-Comté en Grand Est (departementen Haute-Saône, Vosges, Territoire de Belfort). Het reservaat omvat de top van de Ballon de Servance met de gemengde beuken-sparrenbossen op de flanken. Het natuurreservaat werd opgericht in 2002 en is 2259,43 hectare groot. Het gebied is ook Natura 2000-gebied.